# Spider-Man: Homecoming
Spider-Man: Homecoming – amerykański fantastycznonaukowy film akcji z 2017 roku na podstawie serii komiksów o superbohaterze o pseudonimie Spider-Man wydawnictwa Marvel Comics. Za reżyserię odpowiadał Jon Watts na podstawie scenariusza napisanego wspólnie z Jonathanem Goldsteinem, Johnem Francisem Daleyem, Christopherem Fordem, Chrisem McKenną i Erikiem Sommersem. Producentami filmu są Kevin Feige i Amy Pascal. Tytułową rolę zagrał Tom Holland, a obok niego w głównych rolach wystąpili: Michael Keaton, Jon Favreau, Zendaya, Donald Glover, Tyne Daly, Marisa Tomei i Robert Downey Jr.
Po wydarzeniach w filmie Kapitan Ameryka: Wojna bohaterów, główny bohater, Peter Parker, z pomocą swojego mentora, Tony’ego Starka, stara się pogodzić życie zwykłego nastolatka z Nowego Jorku z życiem superbohatera o imieniu Spider-Man, który zwalcza przestępczość w swoim mieście. Nagle pojawia się zagrożenie w postaci niebezpiecznego złoczyńcy, Vulture’a.
Jest to kolejny reboot serii o Człowieku-Pająku. Powstał on przy współpracy Sony Pictures z Marvel Studios. Spider-Man: Homecoming wchodzi w skład III Fazy Filmowego Uniwersum Marvela, jest to szesnasty film należący do tej franczyzy i tworzy on jej pierwszy rozdział zatytułowany Saga Nieskończoności. Postać została wprowadzona do Filmowego Uniwersum Marvela w filmie Kapitan Ameryka: Wojna bohaterów z 2016 roku. Jego kontynuacja, Spider-Man: Daleko od domu miała premierę w 2019, a trzecia część, Spider-Man: Bez drogi do domu w 2021 roku. W przygotowaniu są również: druga trylogia z Hollandem w tytułowej roli i serial animowany dla Disney+, Spider-Man: Freshman Year.
Światowa premiera odbyła się 28 czerwca 2017 roku w Los Angeles. W Polsce zadebiutował on 14 lipca tego samego roku. Film zarobił ponad 880 milionów dolarów przy budżecie 175 milionów i otrzymał pozytywne oceny od krytyków.

## Streszczenie fabuły
Po bitwie o Nowy Jork Adrian Toomes ze swoją firmą otrzymuje kontrakt na sprzątanie miasta. Jednak ich praca zostaje wstrzymana i przejęta przez Departament Damage Control, który powstał w ramach partnerstwa Tony’ego Starka z władzami Stanów Zjednoczonych. Toomes jest niezadowolony z powodu utraty kontraktu i namawia swoich pracowników do zatrzymania zebranych urządzeń Chitauri. Postanawia ich użyć do tworzenia technologicznie zaawansowanej broni i sprzedawać ją na czarnym rynku. Osiem lat później, Peter Parker zostaje zwerbowany do Avengers przez Starka do pomocy w rozwiązaniu ich wewnętrznego konfliktu. Ostatecznie Parker powraca do nauki w Midtown School of Science and Technology, gdy Stark stwierdza, że Parker nie jest jeszcze gotowy, aby być członkiem Avengers.
Parker rezygnuje z drużyny akademickiego dziesięcioboju, aby poświęcać więcej czasu na zwalczanie przestępczości jako Spider-Man. Pewnej nocy powstrzymuje złodziei, którzy korzystają z broni Toomesa, przed rabunkiem bankomatu. Kiedy powraca do domu, jego najlepszy przyjaciel, Ned Leeds, odkrywa jego sekretną tożsamość. Kolejnej nocy Parker natrafia na ludzi Toomesa: Jacksona Brice’a / Shockera i Hermana Schultza, którzy próbują sprzedać broń miejscowemu przestępcy, Aaronowi Davisowi. Uratowawszy Davisa, Parker zostaje złapany przez Toomesa i wrzucony do jeziora, w którym niemal tonie w wyniku zaplątania się w spadochron znajdujący się w kombinezonie. Parkera ratuje Stark, który za pomocą nadajników w kombinezonie monitoruje jego działania. Stark prosi Parkera o pozostawienie sprawy jemu. Toomes przypadkowo zabija Brice’a jedną z nowych broni, wskutek tego nowym Shockerem zostaje Schultz.
Parker i Leeds analizują fragment broni pozostawionej przez Brice’a, po czym udaje im się usunąć element zasilający. Kiedy urządzenie namierzające, które zamocował Schultzowi, doprowadza go do Marylandu, Parker postanawia powrócić do drużyny akademickiego dziesięcioboju i jedzie z nią na międzystanowy turniej do Waszyngtonu. Leeds i Parker wyłączają urządzenie monitorujące w kombinezonie i aktywują jego pełne możliwości. Parker próbuje powstrzymać Toomesa przed kradzieżą technologii z ciężarówki należącej do Damage Control, ale ostatecznie zostaje w niej uwięziony, przez co nie pojawia się na zawodach. Kiedy odkrywa, że zasilanie broni to tak naprawdę niestabilny ładunek wybuchowy, musi jak najszybciej dotrzeć do Pomnika Waszyngtona, gdzie znajduje się Leeds z resztą kolegów z klasy. Podczas zwiedzania Pomnika urządzenie wybucha, a Leeds z kolegami zostają uwięzieni w niestabilnej windzie. Unikając lokalnej policji, Parker w ostatniej chwili ratuje kolegów i Liz, w której jest zakochany. Po powrocie do Nowego Jorku dowiaduje się od Davisa, gdzie może odnaleźć Toomesa. Na promie Staten Island namierza jego nowego kupca, Maca Gargana i samego Toomesa. Jednak ten ucieka i pozostawia zepsutą broń, która rozrywa prom na pół. Stark pomaga mu uratować pasażerów, po czym posądza go o lekkomyślność i nakazuje oddać kostium.
Parker powraca do życia w szkole i zaprasza Liz na bal na zakończenie roku. W dzień balu okazuje się, że Toomes jest ojcem Liz, który domyśla się sekretnej tożsamości Parkera. Grożąc Parkerowi, Toomes nakazuje mu zaprzestania działań mających na celu pokrzyżować plany tegoż. W trakcie tańca Parker uświadamia sobie, że Toomes zamierza wykraść samolot z transportem z Avengers Tower. Przebiera się w swój stary strój domowej roboty z zamiarem powstrzymania Toomesa. Na drodze staje mu Schultz, którego Parker pokonuje z pomocą Leedsa. Kiedy dociera do kryjówki Toomesa, ten wysadza budynek i zostawia Parkera pod gruzami. Parkerowi udaje się wydostać, po czym przejmuje on samolot, który rozbija się na Coney Island. On i Toomes kontynuują walkę, która kończy się, kiedy Parker ratuje Toomesa przed wybuchem. Następnie pozostawia go policji związanego razem z ładunkiem samolotu. Gdy Toomes zostaje aresztowany, Liz zmienia szkołę i razem z matką przeprowadza się do innego stanu, a Parker otrzymuje od Starka zaproszenie do Avengers. Ostatecznie odmawia, jednak Stark zwraca mu kombinezon. W domu Parker zakłada go w momencie, kiedy wraca jego ciocia, May Parker, która odkrywa jego sekret.
W scenie po napisach, Gargan spotyka Toomesa w więzieniu, słysząc plotki, że Toomes zna prawdziwą tożsamość Spider-Mana. Próbuje go o to wypytać, jednak Toomes informuje go, że nie wie kim jest Spider-Man. W drugiej ze scen pojawia się Kapitan Ameryka, który podkreśla znaczenie cierpliwości.

## Obsada
| Polski dubbing |
| • Jakub Gawlik jako Peter Parker / Spider-Man • Paweł Wawrzecki jako Adrian Toomes / Vulture • Michał Piela jako Harold „Happy” Hogan • Wiktoria Wolańska jako Michelle „MJ” Jones-Watson • Hubert Paszkiewicz jako Aaron Davis • Magdalena Smalara jako Anne Marie Hoag • Kinga Ilgner jako May Parker • Mariusz Bonaszewski jako Tony Stark / Iron Man |

- Tom Holland jako Peter Parker / Spider-Man, nastolatek i Avenger, który posiada pajęcze zdolności w wyniku ugryzienia przez genetycznie zmodyfikowanego pająka[7].
- Michael Keaton jako Adrian Toomes / Vulture, handlarz bronią na czarnym rynku, który wykorzystuje technologię pozaziemską do jej tworzenia. Przeciwnik Spider-Mana[8].
- Jon Favreau jako Harold „Happy” Hogan, szef ochrony Stark Industries, były szofer i przyjaciel Tony’ego Starka, który opiekuje się Parkerem[9][10].
- Zendaya jako Michelle „MJ” Jones-Watson, samotniczka, koleżanka Parkera ze szkoły[11][12].
- Donald Glover jako Aaron Davis, drobny kryminalista, który spotkał się z ludźmi Toomesa w sprawie nielegalnej broni[13][14].
- Tyne Daly jako Anne Marie Hoag, szefowa amerykańskiego departamentu Damage Control[14][15].
- Marisa Tomei jako May Parker, ciocia Petera Parkera, która opiekuje się bratankiem męża[16].
- Robert Downey Jr. jako Tony Stark / Iron Man, geniusz, biznesmen, filantrop i playboy, który skonstruował dla siebie serię bojowych pancerzy wspomaganych. Mentor Petera Parkera[17].

Swoje role z poprzednich filmów franczyzy powtórzyli: Gwyneth Paltrow jako Virginia „Pepper” Potts; Kerry Condon jako F.R.I.D.A.Y., komputerowa sztuczna inteligencja stworzona przez Starka, która zarządza jego posiadłością i zbrojami oraz Chris Evans jako Steve Rogers / Kapitan Ameryka.
Kolegów ze szkoły Parkera zagrali: Jacob Batalon jako Ned Leeds, najlepszy przyjaciel Parkera; Laura Harrier jako Liz Toomes, dziewczyna, w której się zakochał Parker, lecz okazuje się być córką Toomesa; Tony Revolori jako Eugene „Flash” Thompson, szkolny rywal Parkera oraz Isabella Amara jako Sally Avril; Tiffany Espensen jako Cindy Moon; Angourie Rice jako Betty Brandt; Jorge Lendeborg Jr. jako Jason Ionello; Abraham Attah jako Abraham „Abe” Brown; Michael Barbieri jako Charles Murphy; J.J. Totah jako Seymour O’Reilly i Ethan Dizo jako Brian „Tiny” McKeever. W jego szkolnych nauczycieli wcielili się: Martin Starr jako Roger Harrington; Selenis Leyva jako pani Warren; Tunde Adebimpe jako pan Cobwell; Hannibal Buress jako trener Wilson i Kenneth Choi jako dyrektor szkoły Morita, potomek Jimiego Mority, którego Choi zagrał również w innych produkcjach uniwersum.
W filmie wystąpili również: Jennifer Connelly jako Karen, głos w kombinezonie Spider-Mana; Hemky Madera jako pan Delmar, właściciel lokalnego sklepu; współpracownicy Toomesa: Michael Chernus jako Phineas Mason / Tinkerer; Logan Marshall-Green jako Jackson Brice / Shocker i Bokeem Woodbine jako Herman Shultz / Shocker oraz Michael Mando jako Mac Gargan, kryminalista, który próbuje zakupić broń od Toomesa i Garcelle Beauvais jako Doris Toomes, żona Adriana i matka Liz.
W roli cameo pojawił się twórca komiksów Marvela, Stan Lee, jako Gary.

## Produkcja

### Rozwój projektu

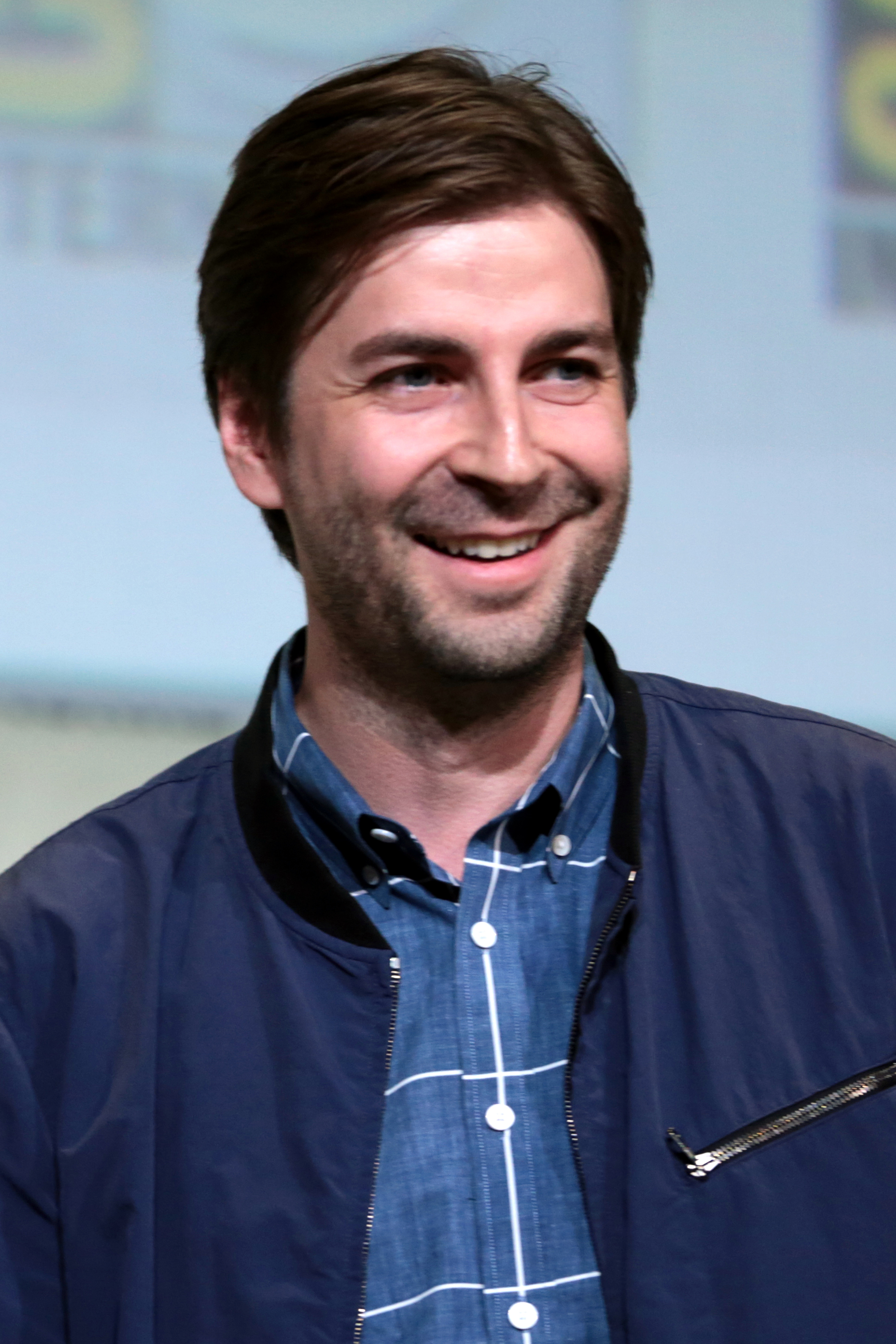
Jon Watts, reżyser filmu

W grudniu 2014 roku wskutek ataku hakerskiego na Sony Pictures pojawiły się informacje, że w związku z niezadowalającymi wynikami finansowymi, studio postanowiło anulować plany dotyczące kontynuacji i spin-offów Niesamowitego Spider-Mana, a zamiast tego wznowić serię w formie rebootu, tym razem przy współpracy z Marvel Studios, w ramach wprowadzenia postaci Spider-Mana do Filmowego Uniwersum Marvela. W lutym 2015 roku została oficjalnie ogłoszona współpraca nad filmem z Marvel Studios, a Kevin Feige i Amy Pascal przejęli odpowiedzialność za produkcję filmu. Wówczas na 28 lipca 2017 roku wyznaczona została amerykańska data premiery. Ujawniono też, że postać zadebiutuje w filmie Kapitan Ameryka: Wojna bohaterów, co w marcu potwierdził dyrektor kreatywny Marvel Entertainment, Joe Quesada. Na podstawie umowy między studiami Marvel Studios i Feige zajęli się produkcją filmów ze Spider-Manem finansowanych przez Sony w zamian za 5% z zysków. Należąca do Sony Pictures, Columbia Pictures odpowiadać miała za produkcję wspólnie z Marvel Studios. Avi Arad i Matt Tolmach, którzy byli producentami poprzednich filmów o Spider-Manie, zostali producentami wykonawczymi. Lone Star Funds wspólnie z Sony sfinansowało produkcję filmu pokrywając 25% z 175 milionów dolarów budżetu.
W marcu poinformowano, że brano pod uwagę Drew Goddarda na stanowisku reżysera i scenarzysty. Później sam Goddard wyjawił, że odmówił pracy nad filmem. W kwietniu Feige wyjawił, że film będzie przedstawiał historię nastoletniego Parkera, chodzącego do liceum. W maju poinformowano, że Jonathan Levine, Ted Melfi, Jason Moore, John Francis Daley i Jonathan Goldstein oraz Jared Hess są kandydatami do wyreżyserowania filmu. Na początku czerwca ujawniono, że Levine i Melfi są faworytami studia, jednak nadal brani pod uwagę byli Daley i Goldstein oraz Jon Watts, który został zatrudniony na stanowisku reżysera jeszcze w tym samym miesiącu. Feige ujawnił, że filmy Johna Hughesa będą stanowiły główną inspirację. W lipcu Daley i Goldstein rozpoczęli negocjacje dotyczące napisania scenariusza. W styczniu 2016 roku studio przesunęło amerykańską datę premiery na 7 lipca. W kwietniu, podczas CinemaConu, ujawniono podtytuł filmu: Homecoming. W lipcu poinformowano, że poza Daleyem i Goldsteinem za scenariusz odpowiadali również Watts, Christopher Ford, Chris McKenna i Erik Sommers.

### Casting
W kwietniu 2015 roku portal The Wrap ujawnił listę aktorów branych pod uwagę do głównej roli. Znaleźli się wśród nich: Nat Wolff, Asa Butterfield, Tom Holland, Timothée Chalamet i Liam James. Pod koniec maja Butterfield, Holland, Judah Lewis, Matthew Lintz, Charlie Plummer i Charlie Rowe wzięli udział w zdjęciach próbnych do roli Petera Parkera pod okiem braci Russo, Kevina Feigego i Amy Pascal. W czerwcu 2015 roku ogłoszono, że tytułową rolę otrzymał Tom Holland.
W lipcu 2015 roku poinformowano, że Marisa Tomei zagra May Parker. W marcu 2016 roku ujawniono, że Zendaya zagra Michelle. W kwietniu do obsady dołączyli Tony Revolori i Laura Harrier oraz poinformowano, że Michael Keaton negocjuje rolę złoczyńcy w filmie. Kilka dni później poinformowano, że Robert Downey Jr. jako Tony Stark dołączył do obsady. W maju poinformowano, że Keaton zagra Vulture’a. W czerwcu do obsady dołączyli: Michael Barbieri, Donald Glover, Martin Starr, Logan Marshall-Green, Isabella Amara, Jorge Lendeborg Jr., J.J. Totah, Hannibal Buress, Abraham Attah, Selenis Leyva, Michael Mando, Garcelle Beauvais, Tiffany Espensen, Angourie Rice, Tyne Daly i Bokeem Woodbine oraz Kenneth Choi jako dyrektor szkoły. W lipcu poinformowano, że Jacob Batalon zagra Neda Leedsa oraz ujawniono, że Harrier zagra Liz, a Revolori wcieli się we Flasha. W sierpniu do obsady dołączył Michael Chernus jako Phineas Mason / Tinkerer, a we wrześniu tego samego roku poinformowano, że Jon Favreau powtórzy rolę Happy’ego Hogana z poprzednich produkcji franczyzy.

### Zdjęcia i postprodukcja
Zdjęcia do filmu rozpoczęły się 20 czerwca 2016 roku w Pinewood Studios w Atlancie pod roboczym tytułem Summer of George. Był kręcony również w innych lokacjach w Atlancie: szkole Grady High School, Downtown Atlanta, hotelu Marriott Marquis, parku Piedmont, Georgia World Congress Center i dzielnicy West End. Pod koniec września 2016 roku zakończono zdjęcia w Atlancie i produkcję przeniesiono do Queens w Nowym Jorku. Kręcono również na Manhattanie i Brooklynie. Zdjęcia realizowane były w Los Angeles. Pracę na planie zakończono 2 października 2016 roku. Dodatkowe zdjęcia odbyły się jeszcze w tym samym miesiącu w Berlinie w pobliżu Bramy Brandenburskiej. Za zdjęcia odpowiadał Salvatore Totino. Scenografią zajął się Oliver Scholl, a kostiumy zaprojektowała Louise Frogley.
W listopadzie 2015 roku Tom Holland wyjawił, że realizacja zdjęć w Atlancie i wybudowanie tam planu Nowego Jorku jest bardziej opłacalne niż kręcenie w samym Nowym Jorku. Replika Staten Island Ferry została wybudowana w studiu w Atlancie. Mogła się ona rozłożyć w połowie i złożyć w 10-12 sekund i zostać zalana ponad 150 tysiącami litrów wody w 8 sekund.
Dokrętki do filmu miały miejsce w marcu 2017 roku. Montażem zajęli się Dan Lebental i Debbie Berman. Efekty specjalne przygotowały studia: Sony Pictures Imageworks, Method Studios, Luma Pictures, Digital Domain, Cantina Creative, Iloura, Trixter i Industrial Light & Magic, a odpowiadali za nie Janek Sirrs i Maricel Pagulayan. Trixter zajął się między innymi: sceną na stacji Grand Central Terminal; sekwencjami przedstawiającymi wydarzenia z filmu Kapitan Ameryka: Wojna bohaterów z perspektywy Parkera; scenę, w której Toomes zabiera Liz i Parkera na bal oraz walkę Parkera i Schultza przed szkołą. Digital Domain pracowało nad walką na promie Staten Island Ferry. Sony Pictures Imageworks stworzyło efekty między innymi do finałowej walki Toomesa i Parkera. Victoria Alonso, producentka wykonawcza Marvel Studios, początkowo nie chciała współpracować z Imageworks, ponieważ obawiała się, że film będzie swoją stylistyką zbyt mocno kojarzył się z wcześniejszymi filmami o Spider-Manie. Ostatecznie zmieniła jednak zdanie i była zadowolona z wykonanej przez to studio pracy. Method Studios pracowało nad scenami z Pomnikiem Waszyngtona. Luma Pictures zajęło się sekwencją walki w bankomacie, pościgiem Spider-Mana na przedmieściach, czy konfrontacją Vulture’a i Spider-Mana na dachu ciężarówki.
Jon Watts zakończył postprodukcję filmu na początku czerwca 2017 roku. James Gunn wyreżyserował scenę z udziałem cameo Stana Lee.

## Muzyka
W listopadzie 2016 roku ujawniono, że muzykę do filmu skomponuje Michael Giacchino. Nagrania ścieżki dźwiękowej rozpoczęły się 11 kwietnia 2017 roku. Album Spider-Man: Homecoming Original Motion Picture Soundtrack został wydany 7 lipca 2017 roku przez Sony Masterworks. Wśród utworów, poza tymi napisanymi przez Giacchino, znalazł się motyw przewodni z serialu animowanego Spider-Man z 1967 roku.
W filmie ponadto wykorzystano utwory: „Blitzkrieg Bop” (Ramones), „The Underdog” (Spoon), „Can’t You Hear Me Knocking” (The Rolling Stones), „The Low Spark of High Heeled Boys” (Traffic), „Save It for Later” (The English Beat) i „Space Age Love Song” (A Flock of Seagulls).
| Spider-Man: Homecoming Original Motion Picture Soundtrack – 2017 | Spider-Man: Homecoming Original Motion Picture Soundtrack – 2017 | Spider-Man: Homecoming Original Motion Picture Soundtrack – 2017 | Spider-Man: Homecoming Original Motion Picture Soundtrack – 2017 |
| Nr                                                               | Tytuł utworu                                                     | Autor                                                            | Długość                                                          |
| ---------------------------------------------------------------- | ---------------------------------------------------------------- | ---------------------------------------------------------------- | ---------------------------------------------------------------- |
| 1.                                                               | „Theme From Spider-Man (Original Television Series)”             | P.F. Webster, J.R. Harris                                        | 0:39                                                             |
| 2.                                                               | „The World is Changing”                                          | M. Giacchino                                                     | 4:10                                                             |
| 3.                                                               | „Academic Decommitment”                                          | M. Giacchino                                                     | 1:57                                                             |
| 4.                                                               | „High Tech Heist”                                                | M. Giacchino                                                     | 1:26                                                             |
| 5.                                                               | „On a Ned-To-Know Basis”                                         | M. Giacchino                                                     | 1:45                                                             |
| 6.                                                               | „Drag Racing / An Old Van Rundown”                               | M. Giacchino                                                     | 4:06                                                             |
| 7.                                                               | „Webbed Surveillance”                                            | M. Giacchino                                                     | 4:40                                                             |
| 8.                                                               | „No Vault of His Own”                                            | M. Giacchino                                                     | 2:27                                                             |
| 9.                                                               | „Monumental Meltdown”                                            | M. Giacchino                                                     | 5:23                                                             |
| 10.                                                              | „The Baby Monitor Protocol”                                      | M. Giacchino                                                     | 1:37                                                             |
| 11.                                                              | „A Boatload of Trouble Part 1”                                   | M. Giacchino                                                     | 3:09                                                             |
| 12.                                                              | „A Boatload of Trouble Part 2”                                   | M. Giacchino                                                     | 2:16                                                             |
| 13.                                                              | „Ferry Dust Up”                                                  | M. Giacchino                                                     | 2:50                                                             |
| 14.                                                              | „Stark Raving Mad”                                               | M. Giacchino                                                     | 1:54                                                             |
| 15.                                                              | „Pop Vulture”                                                    | M. Giacchino                                                     | 3:05                                                             |
| 16.                                                              | „Bussed a Move”                                                  | M. Giacchino                                                     | 1:43                                                             |
| 17.                                                              | „Lift Off”                                                       | M. Giacchino                                                     | 5:25                                                             |
| 18.                                                              | „Fly-By-Night Operation”                                         | M. Giacchino                                                     | 2:23                                                             |
| 19.                                                              | „Vulture Clash”                                                  | M. Giacchino                                                     | 4:07                                                             |
| 20.                                                              | „A Stark Contrast”                                               | M. Giacchino                                                     | 4:41                                                             |
| 21.                                                              | „No Frills Proto COOL!”                                          | M. Giacchino                                                     | 0:34                                                             |
| 22.                                                              | „Spider-Man: Homecoming Suite”                                   | M. Giacchino                                                     | 6:13                                                             |
| 23.                                                              | „The Queens Community Bank Jingle" (Hidden track)”               | M. Giacchino                                                     |                                                                  |
| 24.                                                              | „The Real Reason Peter Quit the Band" (Hidden track)”            | M. Giacchino                                                     |                                                                  |
|                                                                  |                                                                  |                                                                  | 1:06:30                                                          |

## Promocja

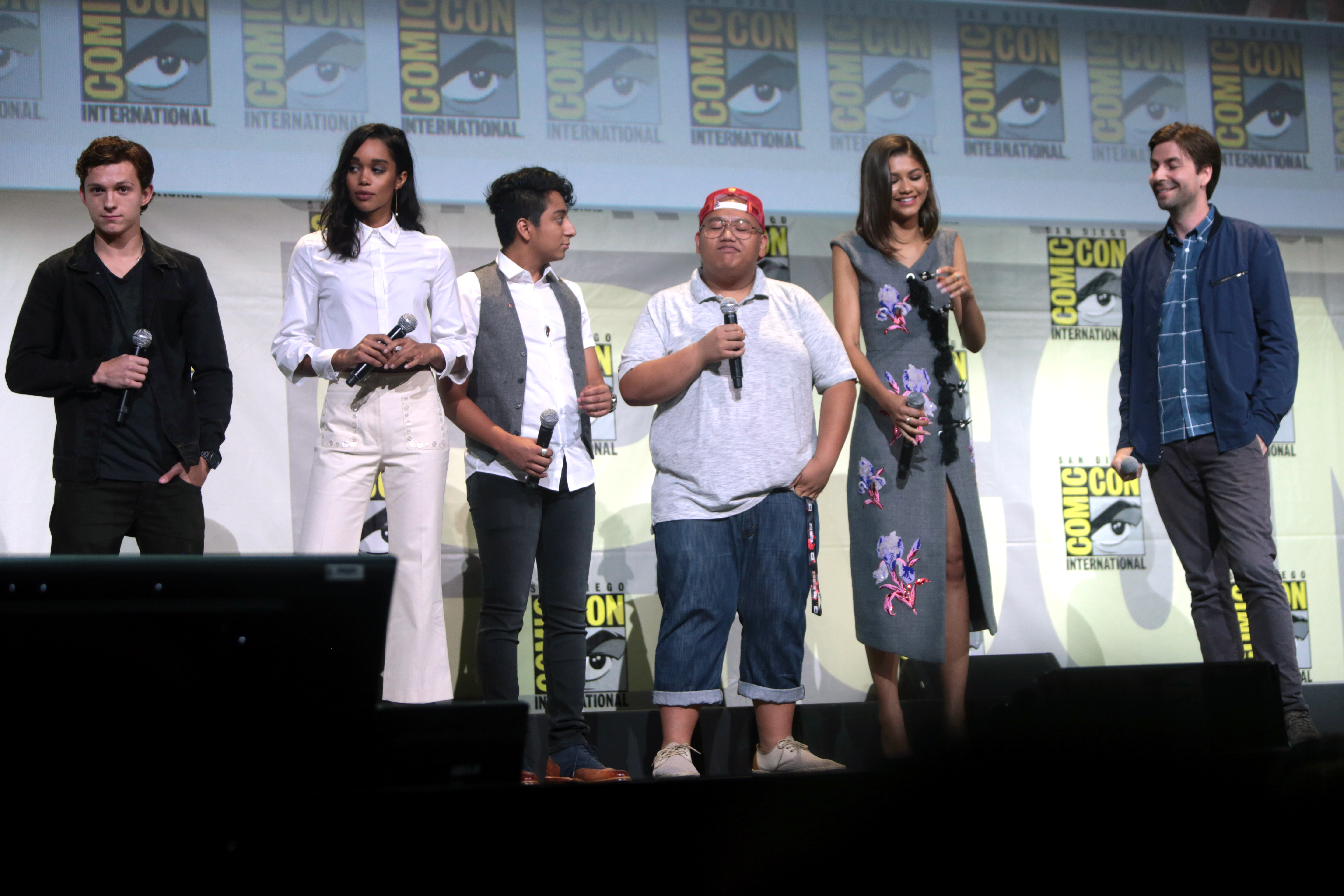
Reżyser i obsada filmu (San Diego Comic-Con 2016)

23 lipca 2016 roku Jon Watts, Tom Holland, Jacob Batalon, Laura Harrier, Tony Revolori i Zendaya pojawili się podczas panelu studia na San Diego Comic-Conie, gdzie zaprezentowano fragment filmu. 8 grudnia podczas programu Jimmy Kimmel Live! zaprezentowano pierwszy zwiastun filmu; tego samego dnia pokazano również zwiastun międzynarodowy. Oba zwiastuny zostały obejrzane 266 milionów razy na całym świecie. Drugi zwiastun został zaprezentowany 28 marca 2017 roku podczas CinemaConu i równocześnie udostępniony w sieci. 24 maja został pokazany trzeci i ostatni zwiastun filmu.
Partnerami promocyjnymi byli Audi, Dell, Pizza Hut, General Mills, Synchrony Bank, Movietickets.com, Goodwill, Baskin-Robbins, Dunkin’ Donuts, Danone Waters, Panasonic Batteries, M&M's, Mondelēz, ASUS, Bimbo, Jetstar Airways, KEF, Kellogg’s, Lieferheld, PepsiCo, Plus, Roady, Snickers, Sony Mobile, Oppo, Optus i Doritos. Watts wyreżyserował jedną z reklam dla Della. Goodwill przygotował kampanię, w której uczestnicy mieli zbudować swój własny kostium Spider-Mana, a zwycięzca został zaproszony na światową premierę. Marketing w Chinach obejmował partnerów: Momo, iQIYI, Tencent QQ, Baidu, Mizone, CapitaLand, Xiaomi, HTV Vive i Sony. Kampania marketingowa filmu wyniosła przeszło 140 milionów dolarów, a przed premierą, przez trzy tygodnie, film zdominował konwersacje prowadzone w mediach społecznościowych.
W czerwcu 2017 roku pojawiła się mobilna aplikacja dzięki, której użytkownik miał wgląd do telefonu Petera Parkera. Umożliwiała ona oglądanie zdjęć, wideo, czytanie wiadomości tekstowych i odsłuchiwanie wiadomości głosowych od przyjaciół Parkera oraz zawierała informacje o technologii wykorzystanej w kostiumie Spider-Mana. Pod koniec miesiąca Sony wydało Spider-Man: Homecoming – Virtual Reality Experience na PlayStation VR, Oculus Rift i HTC Vive, które pozwalały użytkownikowi poczuć się jak Spider-Man.
Komiksy powiązane
Na przełomie marca i kwietnia 2017 roku Marvel Comics wydało dwu-zeszytowy komiks Spider-Man: Homecoming Prelude, który jest adaptacją filmu Kapitan Ameryka: Wojna bohaterów. Za scenariusz odpowiada Will Corona Pilgrim, a za rysunki Todd Nauck.
W marcu 2019 roku została wydana komiksowa adaptacja filmu, Spider-Man: Far From Home Prelude, promująca kolejny film Spider-Man: Daleko od domu. Pilgrim również napisał scenariusz, a za rysunki odpowiadał Luca Maresca.

## Wydanie

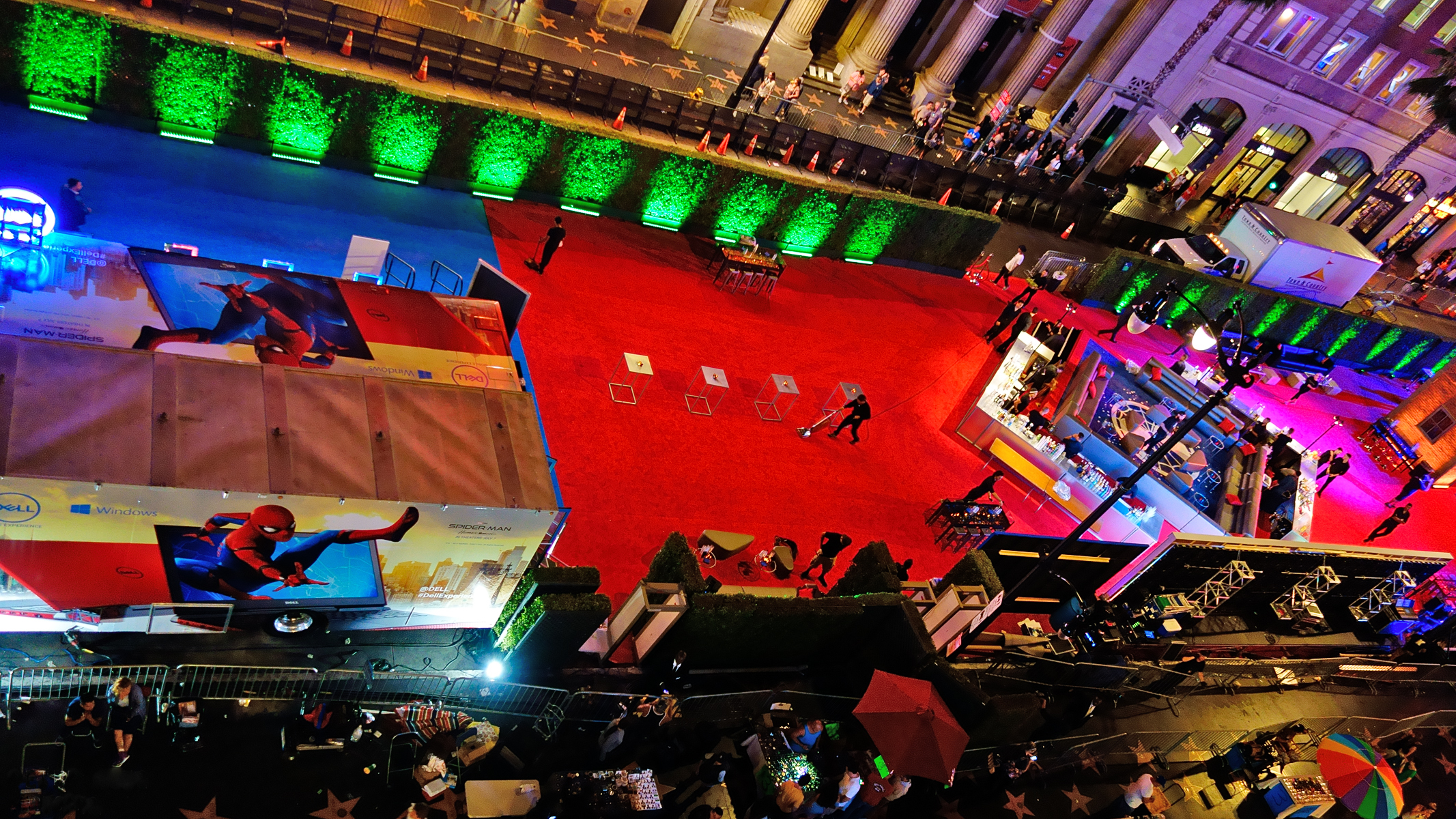
Światowa premiera filmu w Los Angeles

Światowa premiera Spider-Man: Homecoming odbyła się 28 czerwca 2017 roku w Los Angeles w TCL Chinese Theatre. Podczas wydarzenia uczestniczyła obsada i produkcja filmu oraz zaproszeni specjalni goście. Premierze tej towarzyszył czerwony dywan oraz szereg konferencji prasowych.
Dla szerszej publiczności w Stanach Zjednoczonych film był dostępny od 7 lipca 2017 roku. W Polsce zadebiutował on 14 lipca tego samego roku. Za kinową dystrybucję filmu w Polsce odpowiadało United International Pictures.
Początkowo film miał mieć amerykańską premierę 28 lipca 2017 roku, ale w styczniu 2016 roku studio zdecydowało o jej przyspieszeniu o 3 tygodnie.
Film został wydany cyfrowo w Stanach Zjednoczonych 26 września 2017 roku przez Sony Pictures Home Entertainment, a 17 października tego samego roku na nośnikach DVD i Blu-ray. W Polsce został on wydany 22 listopada tego samego roku przez Imperial CinePix.
5 listopada 2018 roku został wydany również w 11-dyskowej wersji kolekcjonerskiej Marvel Cinematic Universe: Phase Three Collection – Part 1, która zawiera 5 filmów rozpoczynających Fazę Trzecią, a 15 listopada następnego roku w specjalnej wersji zawierającej 23 filmy franczyzy tworzące The Infinity Saga.

## Odbiór

### Box office
Spider-Man: Homecoming, mając budżet wynoszący 175 milionów dolarów, w pierwszym tygodniu wyświetlania zarobił na świecie ponad 250 milionów dolarów, z czego 117 milionów w Stanach Zjednoczonych i Kanadzie. Jest to trzecie otwarcie w Stanach Zjednoczonych i Kanadzie w 2017 roku, po filmach Strażnicy Galaktyki vol. 2 i Wonder Woman.
Film uzyskał przeszło 880 milionów dolarów dochodu uzyskując najlepszy wynik w 2017 roku wśród filmów o superbohaterach. W Stanach Zjednoczonych i Kanadzie zarobił łącznie ponad 334 miliony.
Wczesne prognozy z maja 2017 roku zakładały amerykańskie wpływy rzędu 135 milionów dolarów w weekend otwarcia, miesiąc później zostały one obniżone do 125 milionów. W lipcu szacowane były one na około 100 milionów i na 190-210 milionów globalnego otwarcia.
Poza Stanami Zjednoczonymi i Kanadą film zadebiutował w 56 krajach, gdzie w 50 z nich stał się numerem jeden. W Brazylii zarobił w weekend otwarcia 8,9 miliona dolarów, a 31,9 ogółem. W całym regionie Ameryki Łacińskiej film uzyskał przeszło 90 milionów dochodu. W Chinach, gdzie film zadebiutował 8 września 2017 roku, zarobił w weekend otwarcia prawie 70 milionów dolarów, a łącznie ponad 116 milionów. Uzyskał tam najlepszy wynik poza Stanami Zjednoczonymi. Do największych rynków, poza Chinami i Brazylią, należały również: Korea Południowa (51,4 miliona), Wielka Brytania (39,6 miliona), Meksyk (27 milionów) i Japonia (25,4 miliona). W Polsce w weekend otwarcia film zarobił prawie 729 tysięcy dolarów, a w sumie ponad 2,6 miliona.

### Krytyka w mediach
Film spotkał się z pozytywną reakcją krytyków. W serwisie Rotten Tomatoes 92% z 390 recenzji uznano za pozytywne, a średnia ocen wystawionych na ich podstawie wyniosła 7,7/10. Na portalu Metacritic średnia ważona ocen z 51 recenzji wyniosła 73 punkty na 100. Natomiast według serwisu CinemaScore, zajmującego się mierzeniem atrakcyjności filmów w Stanach Zjednoczonych, publiczność przyznała mu ocenę A w skali od F do A+.
Owen Gleiberman z „Variety” stwierdził, że „Homecoming mówi publiczności: ten dzieciak nie jest aż taki super – jest taki jak ty”. Nick De Semlyen z „Empire Magazine” napisał: „Postacie i scenariusze są znajome, ale jest to luźny, fajny, zabawny remiks, który sprawia, że znów są świeże”. Sara Stewart z „New York Post” stwierdziła: „oto seria, o której myślisz, że została skazana na śmierć (czy ostatni reboot nie był dwa lata temu?), a mimo to Spider-Man: Homecoming wydaje się świeży i nowy”. Kenneth Turan z „Los Angeles Times” napisał: „Wbrew sporym przeciwnościom Spider-Man: Homecoming do końca odnajduje swoje tempo i rytm”. Richard Roeper z „Chicago Sun-Times” stwierdził, że „nawet przy sporej ilości eksplozji i akcji oraz drogich sekwencji CGI, Spider-Man: Homecoming jest względnie i odświeżająco skalowaną przygodą, z co najmniej taką samą liczbą scen rozgrywających się w szkole średniej, co w przestworzach”. Mick LaSalle z „San Francisco Chronicle” napisał: „Tak, przyszedł czas na kolejny film Spider-Mana. Nadszedł czas, aby ponownie uruchomić to wszystko ponownie. I tak oto mamy do czynienia ze Spider-Manem: Homecoming z Tomem Hollandem, który jest nie tylko trzecim Spider-Manem od 15 lat, ale trzecim najlepszym. Mimo wszystko nie jest zły. Jest nawet całkiem niezły. I to właśnie mamy dzisiaj uczcić - całkiem niezły film o Spider-Manie”.
Łukasz Muszyński z portalu Filmweb stwierdził: „wbrew temu, co twierdzą amerykańscy krytycy, nie wnosi on żadnej nowej jakości do gatunku filmów o superbohaterach. To raczej kolejny udany odcinek serialu pt. Marvel. Fanów usatysfakcjonuje, nieprzekonanych nie przekona, a bogatych producentów uczyni jeszcze bogatszymi. Interes kręci się dalej”. Krzysztof Pielaszek z IGN Polska napisał, że: „Spider-Man: Homecoming to obraz dobry, ale nie wybitny. Zabawny, ale nie wywołujący bólu brzucha. Przyjemny, ale nie wciągający od pierwszej sekundy do ostatniej. Marvel dalej wie jak robić dobre filmy, ale postawił tym razem na zachowawczość”. Piotr Guszkowski z „Gazety Wyborczej” stwierdził, że: „Spider-Man powraca z humorem i aspiracjami na miarę nastolatka, bez oglądania się na swoje poprzednie przygody na dużym ekranie. Tytuł nie kłamie: jesteśmy w domu!”. Jakub Demiańczuk z Dziennik.pl stwierdził, że: „Z pisaniem o kolejnych filmach Filmowego Uniwersum Marvela jest taki problem, że właściwie można zawsze powtarzać te same komplementy: kapitalne tempo, dużo ironicznego humoru (w tym przypadku może nawet więcej niż zwykle, co oczywiście pasuje do komiksowego kanonu), świetnie poprowadzeni aktorzy – Tom Holland jest najbardziej wiarygodnym z dotychczasowych Spider-Manów. Seria miewa słabsze momenty, ale to zawsze jest dobra rozrywka”.

### Nagrody i nominacje
| Rok  | Ceremonia                                | Kategoria                                          | Nominowani             | Rezultat  | Przypis         |
| ---- | ---------------------------------------- | -------------------------------------------------- | ---------------------- | --------- | --------------- |
| 2017 | Teen Choice Awards                       | Ulubiony film lata                                 | Spider-Man: Homecoming | Wygrana   | [ 127 ]         |
| 2017 | Teen Choice Awards                       | Ulubiona aktorka lata                              | Zendaya                | Wygrana   | [ 127 ]         |
| 2017 | Teen Choice Awards                       | Ulubiony aktor lata                                | Tom Holland            | Wygrana   | [ 127 ]         |
| 2017 | Teen Choice Awards                       | Ulubiona przełomowa rola filmowa                   | Tom Holland            | Nominacja | [ 127 ]         |
| 2017 | Teen Choice Awards                       | Ulubiona przełomowa rola filmowa                   | Zendaya                | Nominacja | [ 127 ]         |
| 2017 | Washington D.C. Area Film Critics Awards | Joe Barber Award                                   | Spider-Man: Homecoming | Nominacja | [ 128 ]         |
| 2018 | London Critics Circle Film Awards        | Najlepszy brytyjski lub irlandzki młody aktor roku | Tom Holland            | Nominacja | [ 129 ]         |
| 2018 | Evening Standard British Film Awards     | Najlepszy aktor                                    | Tom Holland            | Nominacja | [ 130 ]         |
| 2018 | Kids’ Choice Awards                      | Ulubiony film                                      | Spider-Man: Homecoming | Nominacja | [ 131 ]         |
| 2018 | Kids’ Choice Awards                      | Ulubiona aktorka filmowa                           | Zendaya                | Wygrana   | [ 131 ]         |
| 2018 | Saturn Awards                            | Najlepsza adaptacja komiksu                        | Spider-Man: Homecoming | Nominacja | [ 132 ] [ 133 ] |
| 2018 | Saturn Awards                            | Najlepszy aktor drugoplanowy                       | Michael Keaton         | Nominacja | [ 132 ] [ 133 ] |
| 2018 | Saturn Awards                            | Najlepszy młody aktor / aktorka                    | Tom Holland            | Wygrana   | [ 132 ] [ 133 ] |
| 2018 | Saturn Awards                            | Najlepszy młody aktor / aktorka                    | Zendaya                | Nominacja | [ 132 ] [ 133 ] |

## Kontynuacje
W czerwcu 2016 roku Tom Rothman poinformował, że Sony Pictures i Marvel Studios planują kolejne filmy o Spider-Manie. Miesiąc później Kevin Feige ujawnił, że jego plan polega na wzorowaniu się na serii o Harrym Potterze, aby każdy film opowiadał o kolejnym roku szkolnym Petera Parkera. W listopadzie Tom Holland wyjawił, że jego kontrakt opiewa na 6 filmów, w tym na 3 solowe o Spider-Manie. W grudniu został zapowiedziany sequel. Spider-Man: Daleko od domu miał premierę w 2019 roku. Jon Watts powrócił na stanowisku reżysera, a scenariusz napisali Chris McKenna i Erik Sommers. Holland powrócił w tytułowej roli, a obok niego w głównych rolach wystąpili: Samuel L. Jackson, Zendaya, Cobie Smulders, Jon Favreau, J.B. Smoove, Jacob Batalon, Martin Starr, Marisa Tomei i Jake Gyllenhaal.
W sierpniu 2019 roku Sony poinformowało o planach na dwa kolejne filmy. Po sukcesie Spider-Man: Daleko od domu Marvel Studios oraz The Walt Disney Company rozważało rozszerzenie dotychczasowej umowy z Sony Pictures. Sony chciało rozszerzyć umowę o inne produkcje pozostając przy identycznych warunkach finansowych. Disney jednak był zaniepokojony zbyt dużą odpowiedzialnością Kevina Feigego i obawiał się, że nadmiar obowiązków może wpłynąć na franczyzę Filmowego Uniwersum Marvela. Zażądali większych zysków z przyszłych koprodukcji, przy których Feige miałby pracować dla studia Sony. Firmy nie były w stanie dojść do porozumienia, a Sony zdecydowało się na produkcję kolejnego filmu o Spider-Manie bez zaangażowania Marvel Studios i Feigego. Po osobistym zaangażowaniu się Hollanda studia powróciły do negocjacji, dzięki którym Sony i Disney ogłosiły nowe porozumienie pod koniec września. Spider-Man: Bez drogi do domu miał premierę w 2021 roku. Watts ponownie odpowiadał za reżyserię na podstawie scenariusza McKenny i Sommersa. Holland powrócił w tytułowej roli, a obok niego w rolach głównych wystąpili: Zendaya, Batalon, Tomei, Favreau, Benedict Cumberbatch i Jamie Foxx.
W listopadzie 2021 roku ujawniono, że w przygotowaniu dla Disney+ jest serial animowany Spider-Man: Freshman Year, który ma opowiadać o początkach Petera Parkera jako Spider-Mana. Jego głównym scenarzystą został Jeff Trammel. W tym samym miesiącu Amy Pascal poinformowała, że planowana jest dalsza współpraca z Marvel Studios nad drugą trylogią z Hollandem w tytułowej roli.
Holland ponadto zagrał Petera Parkera / Spider-Mana w filmach Avengers: Wojna bez granic z 2018 i Avengers: Koniec gry z 2019 roku.